# Wrath (Fear the Walking Dead)

«Ira» —título original en inglés: «Wrath»— es el décimo cuarto y penúltimo episodio de la segunda temporada de la serie de televisión posapocalíptica, horror Fear the Walking Dead. En el guion estuvo a cargo Kate Barnow y por último Stefan Schwartz dirigió el episodio, que salió al aire en el canal AMC el 2 de octubre de 2016 en los Estados Unidos y en Latinoamérica.
Este episodio marca la aparición final de Lorenzo James Henrie (Chris Manawa), cuyo destino fue revelado en este episodio. Este episodio también marca la primera aparición de Dayton Callie (Jeremiah Otto), cuyo personaje jugaría un papel destacado en la tercera temporada.

## Trama
Ofelia logra llegar con éxito a la frontera estadounidense. En Tijuana, Nick intenta convencer a los bandidos de que no ataquen a la comunidad, pero su líder, Marco, le explica que sabe cómo entran y salen de la Colonia, usando a los caminantes como su ejército, y lo deja con un ultimátum: abandona la comunidad o él y sus hombres matarán a todos. Para demostrar su determinación, Marco le muestra a Nick los cadáveres ejecutados de Francisco y su familia. Nick luego regresa y advierte a Luciana sobre el inminente ataque y le pide que se vaya con él. Sin embargo, Luciana sigue firme en la capacidad de Alejandro para protegerlos. Frustrado, Nick obliga a Alejandro a admitir que en realidad no es inmune a la infección y que había estado usando su experiencia médica para simplemente suprimir los síntomas. En el hotel, se deja entrar a los turistas y Madison los reconoce según la descripción de Travis. Los turistas enfurecen al resto de los refugiados y están a punto de ser expulsados del hotel cuando Travis los detiene y les pregunta qué le pasó a Chris. Los turistas explican que Chris accidentalmente estrelló su camión y murió por el impacto. Sin embargo, varias inconsistencias en sus historias llevan a Travis a concluir que Chris solo resultó herido en el accidente y fue asesinado por los turistas. Enfurecido, Travis golpea a los turistas hasta matarlos y hiere gravemente a Oscar que intenta detenerlo.

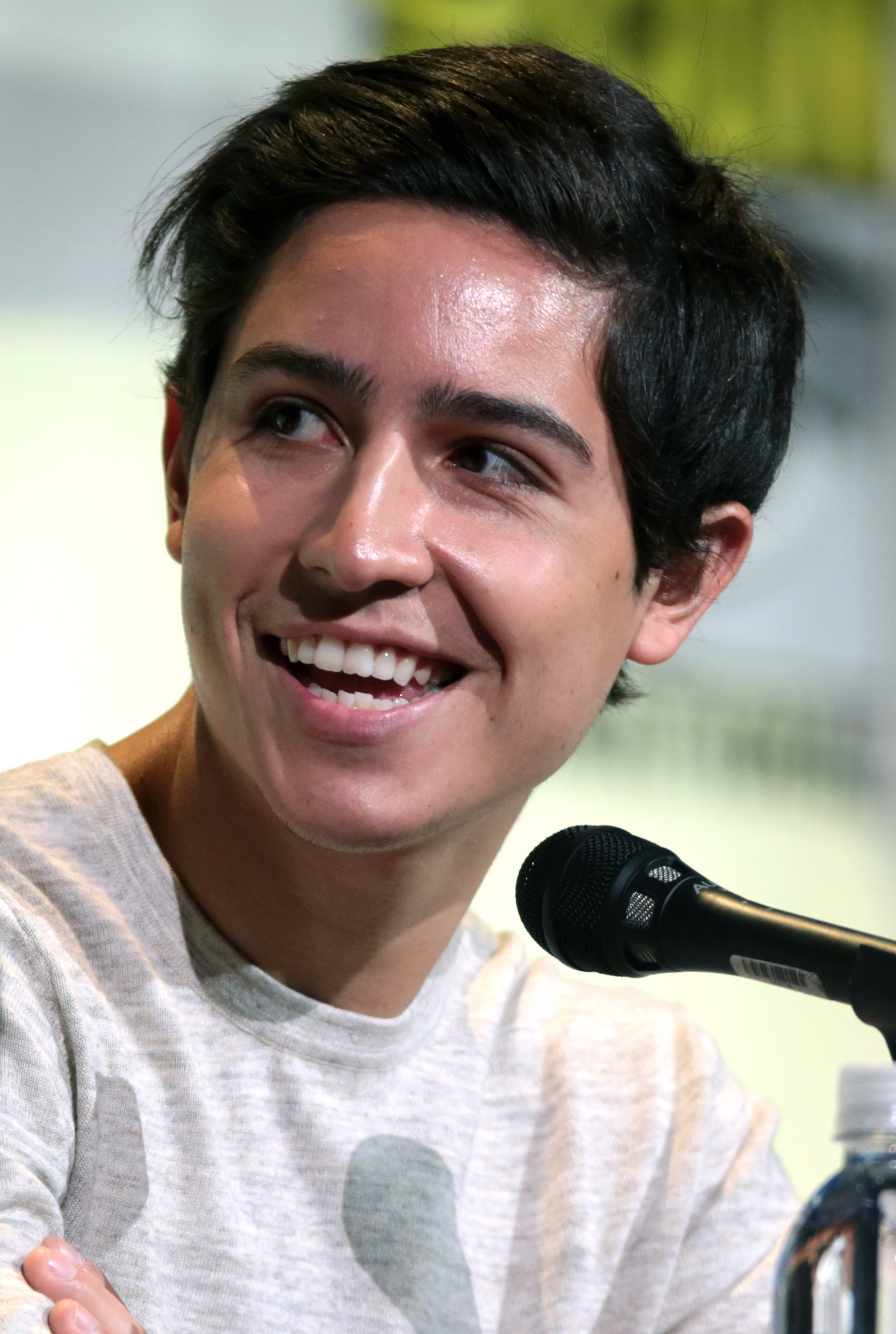
La muerte de Chris Manawa (Lorenzo James Henrie) fue alabada por los críticos.

## Recepción
"Wrath", junto con el final de temporada "North", recibió críticas en su mayoría positivas de los críticos. En Rotten Tomatoes, obtuvo una calificación del 79%, con una calificación promedio de 7.25 / 10 basada en 14 reseñas. El consenso del sitio dice actualmente, ""Wrath" y "North" "concluyen efectivamente una temporada que ha ganado resonancia a medida que avanzaba, culminando con una violencia peligrosa pero debida, que afecta reflexiones sobre la naturaleza humana y un intrigante teaser final."
En una revisión conjunta de episodios junto con el final de temporada, Matt Fowler de IGN le dio a "Wrath" y "North" una calificación de 8.5 / 10.0 juntas, la calificación más alta de la temporada, indicando; "Fear the Walking Dead termina su inestable segunda temporada con una nota satisfactoria con algunas sorpresas agradables y siniestras y momentos grandes y brutales. La paliza prolongada de Travis y el asesinato de Derek y Brandon fue excelente, al igual que las consecuencias de esas acciones (que accidentalmente tomó una vida inocente). En el lado de la historia de Nick, todos sabíamos que Alejandro sería expuesto como un fraude en algún momento, pero todo se manejó bien y Nick pudo salvar el día (bueno ... hasta el final) sin tener que apresurarse y proteger físicamente a las personas como un héroe de acción."

### Calificaciones
"Wrath" fue visto por 3,67 millones de espectadores en los Estados Unidos en su fecha de emisión original, por encima de la calificación de  del episodios anterior de 3,49 millones.